# Bronnbach
Bronnbach is een plaats van de ortschaft Reicholzheim in de Duitse gemeente Wertheim am Main, deelstaat Baden-Württemberg, en telt 45 inwoners (2007).

## Geboren
- Maria José van Bragança (1857-1943), infante van Portugal en hertogin in Beieren
- Adelgunde van Bragança (1858-1946), infante van Portugal, hertogin van Guimarǎes en regentes
- Maria Anna van Bragança (1861-1942), infante van Portugal en groothertogin van Luxemburg
- Maria Antonia van Bragança (1862-1959), infante van Portugal en hertogin van Parma

## Galerij

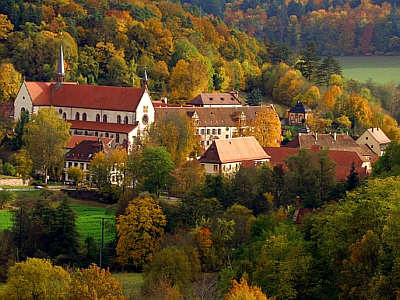
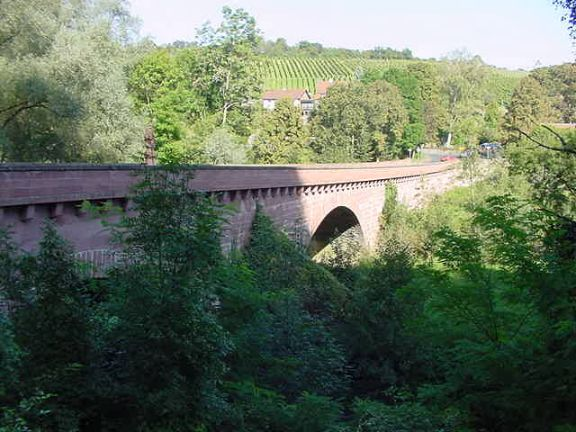
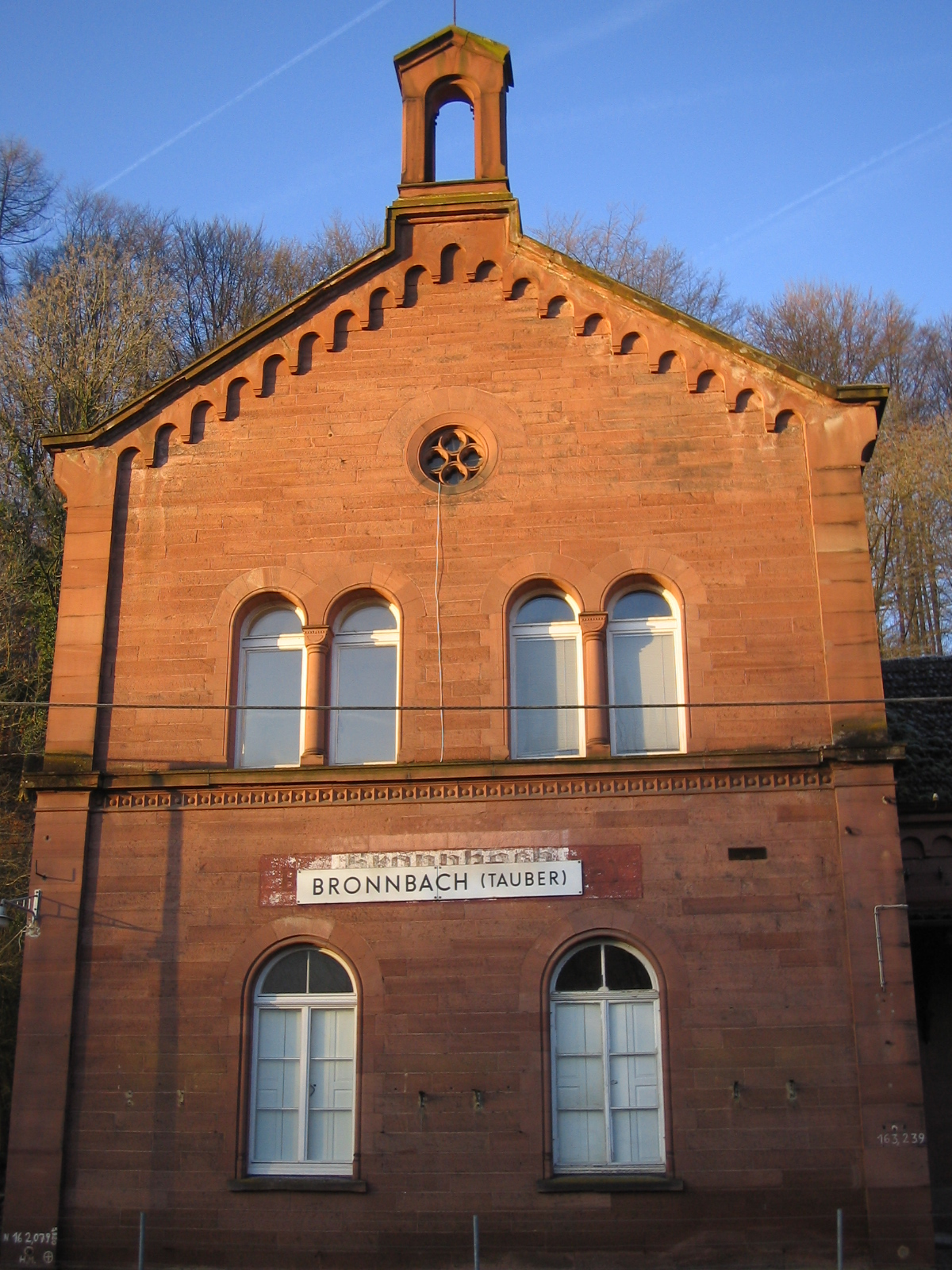